# Huitaca
Genre
Huitaca est un genre d'opilions cyphophthalmes de la famille des Neogoveidae.

## Distribution
Les espèces de ce genre sont endémiques de Colombie.

## Liste des espèces
Selon World Catalogue of Opiliones (18/04/2021) :
- Huitaca bitaco Benavides & Giribet, 2013
- Huitaca boyacaensis Benavides & Giribet, 2013
- Huitaca caldas Benavides & Giribet, 2013
- Huitaca depressa Benavides & Giribet, 2013
- Huitaca sharkeyi Benavides & Giribet, 2013
- Huitaca tama Benavides & Giribet, 2013
- Huitaca ventralis Shear, 1979

## Publication originale
- Shear, 1979 : « Huitaca ventralis, n. gen., n. sp., with a description of a gland complex new to cyphophthalmids (Opiliones, Cyphophthalmi). » The Journal of Arachnology, vol. 7, no 3, p. 237-243 (texte intégral).